# Zbór Kościoła Adwentystów Dnia Siódmego w Chojeńcu
Zbór Kościoła Adwentystów Dnia Siódmego w Chojeńcu – zbór adwentystyczny w Chojeńcu, należący do okręgu lubelskiego diecezji wschodniej Kościoła Adwentystów Dnia Siódmego w RP.
Pastorem zboru jest kazn. Remigiusz Krok. Nabożeństwa odbywają się w kościele adwentystów w Chojeńcu każdej soboty o godz. 9.30.